# 水野勝庸
水野 勝庸（みずの かつのぶ）は、下総結城藩の第3代藩主。水野宗家8代。

## 生涯
享保3年（1718年）5月4日、第2代藩主・水野勝政の長男として生まれる。享保17年（1732年）6月27日に元服して六左衛門勝庸と名乗る。享保19年（1734年）12月18日、従五位下、下野守に叙位・任官する。元文元年（1736年）11月18日、父の隠居にともない家督を継ぎ、11月20日に日向守に遷任する。
その後は日光祭礼奉行をはじめ、田安門番、馬場先門番、和田倉門番などを歴任した。寛延2年（1749年）10月10日に江戸赤坂の藩邸で死去した。享年32。跡を弟で養子の勝前が継いだ。

## 系譜
父母
- 水野勝政（父）
- 青山氏 ー 側室（母）

正室、継室
- 榊原政邦の娘（正室）
- 風早実積の娘（継室）

養子
- 水野勝前 ー 実弟